# Sie werden euch in den Bann tun (BWV 44)
Pour les articles homonymes, voir Sie werden euch in den Bann tun.
Sie werden euch in den Bann tun (Ils lanceront sur vous l'anathème) (BWV 44) est une cantate religieuse de Johann Sebastian Bach composée à Leipzig en 1724.

## Histoire et livret
Bach écrit la cantate durant sa première année à Leipzig pour le dimanche de l’Exode, le sixième dimanche après Pâques et le premier dimanche après l'Ascension. Pour cette destination liturgique, une autre cantate a franchi le seuil de la postérité : la BWV 183. les lectures prescrites pour ce dimanche sont tirées de la première épître de Pierre, « Servez-vous les uns les autres » (4, 8–11), et du second « discours d'adieu » dans l'Évangile selon Jean, la promesse du paraclet, l'« Esprit de vérité » et l'annonce des persécutions (15, 26–16:4). Le poète inconnu commence par une citation de l'Évangile. Un an plus tard, la poétesse Christiana Mariana von Ziegler écrit son texte de cantate pour la même occasion, Sie werden euch in den Bann tun (BWV 183), avec la même citation mais à part cela les deux œuvres ont peu en commun. Le poète témoigne de la persécution des chrétiens, ce que confirme un choral pour le quatrième mouvement, la première strophe de Ach Gott, wie manches Herzeleid de Martin Moller. Dans le cinquième mouvement, le poète donne une raison, l'Antéchrist qui pense même travailler pour Dieu en luttant contre les chrétiens et leur enseignement. Dans le sixième mouvement, l'aide de Dieu est promise à ceux qui souffrent. Le choral de clôture reprend la dernière strophe du In allen meinen Taten de Paul Fleming
Bach dirige la cantate pour la première fois le 21 mai 1724. C'est la dernière composition originale pour cantate de son premier cycle, suivie par des remaniements de musique ancienne jusqu'au début du deuxième cycle annuel de cantates chorales pour le premier dimanche après la Trinité.

## Structure et instrumentation
La cantate est écrite pour deux hautbois, basson, deux violons, alto, basse continue, soprano, contralto, ténor, basse et chœur à quatre voix. 
Il y a sept mouvements : 
1. duo (ténor et basse) : Sie werden euch in den Bann tun
2. chœur : Es kömmt aber die Zeit
3. aria (alto) : Christen müssen auf der Erden
4. aria : Ach Gott, wie manches Herzeleid
5. récitatif (basse) : Es sucht der Antichrist
6. aria (soprano) : Es ist und bleibt der Christen Trost, per soprano, oboi, violino, viola e continuo.
7. Chœur : So sei nun, Seele, deine

## Musique
Suivant un procédé fréquent dans de nombreuses œuvres de Georg Philipp Telemann mais rare dans les cantates de Bach, la citation biblique est divisée en deux mouvements, un duo et un chœur qui le suit immédiatement dans une mesure différente et un tempo plus rapide. Le duo est un expressif lamento, introduit par deux hautbois en imitation sur des thèmes que reprennent les voix. Le chœur a été décrit comme « tumultueux et excité » et assimilé au rendu de la foule excitée (turba) dans la Passion selon saint Jean et la Passion selon saint Matthieu. Il suit le texte en sections presque exclusivement homophoniques avec des instruments indépendants. Le début, « Es kömmt aber die Zeit » (Mais le temps viendra), est rendu par des « accords bloqués » (?) comme des « appels rhétoriques répétés ». Dans le « daß, wer euch tötet » (où quiconque vous tue) qui suit, le mot « töten » est « deux fois mis en valeur par un soudain et mystérieux "piano" et de faibles harmonies teintés de chromatisme », selon Klaus Hofmann, ou par une « menaçante texture chromatique de notes soutenues sous-tendue par d'inattendues harmonies », selon Julian Mincham. Finalement, « wird meinen, er tue Gott einen Dienst daran » est interprété en imitation libre. Après cette présentation successive des trois idées du texte, elles sont répétées en variation et en combinaison. Mincham résume le ton sans concession de la déclaration « le temps viendra où votre meurtrier croira avoir rendu un service à Dieu ».
Le troisième mouvement se réfère à l'ouverture en une tranquille mesure en 3/4 avec hautbois obbligato. Les mots « Marter, Bann und schwere Pein » (martyre, exil et amère douleur) sont colorés d'un expressif chromatisme bien que le texte parle de les surmonter. Hofmann décrit un « assombrissement harmonique émotionnellement chargé et comme retenu ». Le choral, qui est comme un commentaire, sur la mélodie presque dépouillée de Herr Jesu Christ, meins Lebens Licht, est chanté par le ténor sur un ostinato dans le continuo issu de la première ligne du choral. Klaus Hofmann observe dans le continuo ostinato que « là où le texte du chant contient le mot « Herzeleid », celui-ci est allongé au moyen de notes chromatiques en intervalle - une expression figurative de la douleur, de la lamentation qui caractérise l'ensemble du mouvement ». Mincham note que ce choral central « semble presque devancer les harmonies atonales du XXe siècle ». Le court récitatif secco qui suit marque un tournant qui amène une aria de consolation en un mouvement de danse accompagné des cordes doublées par les hautbois. Dans la section du milieu, les tempêtes et les « vents de difficultés » cèdent la place au « Freudensonne bald gelacht », exprimé en vives coloratura. La cantate se termine par un choral à quatre parties sur la mélodie de Innsbruck, ich muß dich lassen (en), qui ressemble à la disposition de la même mélodie dans le dixième mouvement de la Passion selon saint Matthieu, « Ich bins, ich sollte büßen ».

## Sources
- Gilles Cantagrel, Les cantates de J.-S. Bach, Paris, Fayard, mars 2010, 1665 p.  (ISBN 978-2-213-64434-9)

- (en) Cet article est partiellement ou en totalité issu de l’article de Wikipédia en anglais intitulé « Sie werden euch in den Bann tun, BWV 44 » (voir la liste des auteurs).